# Cerkiew Świętych Konstantyna i Michała w Wilnie

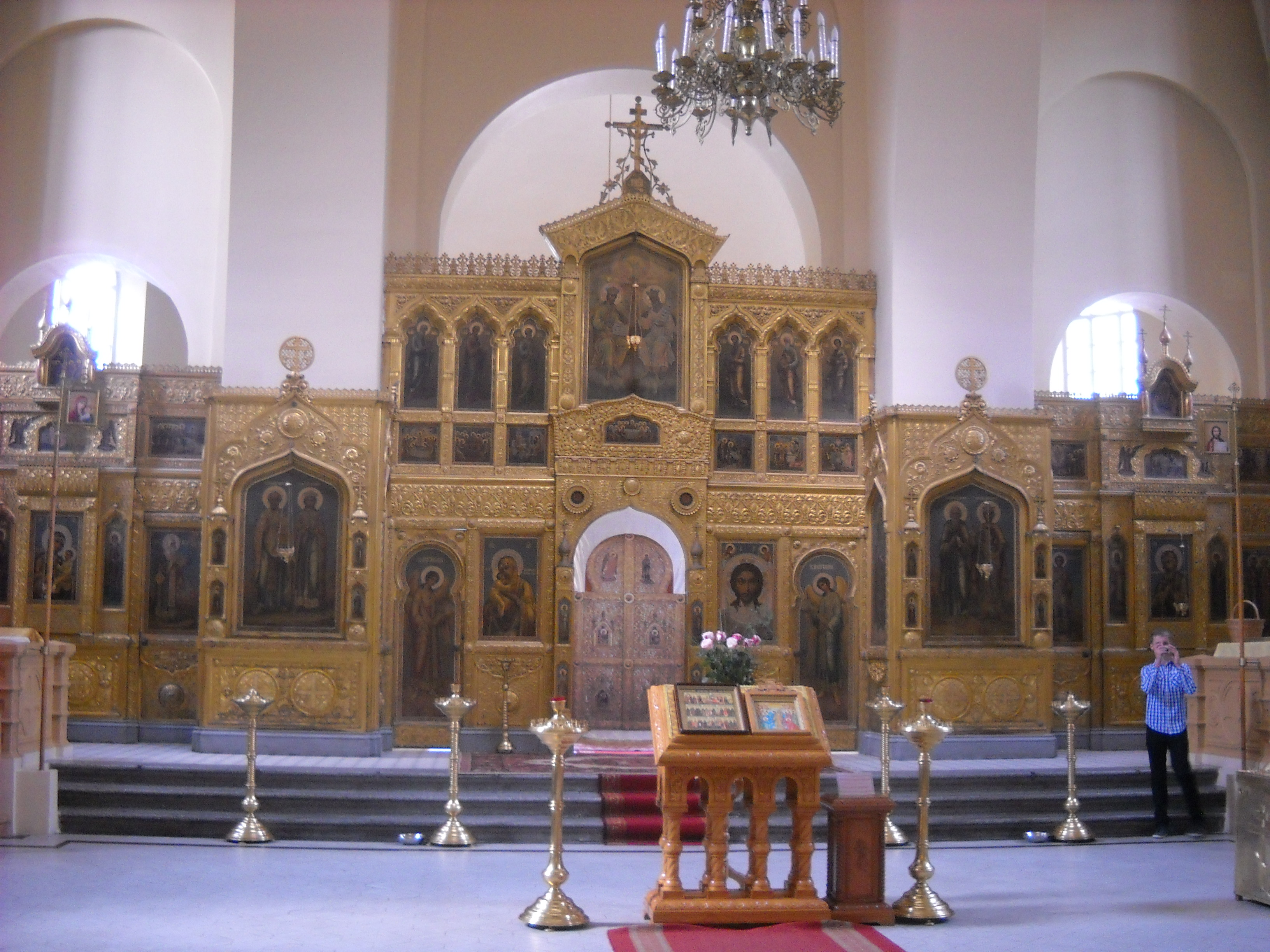
Wnętrze cerkwi

Cerkiew Świętych Konstantyna i Michała, pełna nazwa: Cerkiew Świętego Równego Apostołom Cara Konstantyna i św. Michała Maleina, zwana potocznie Cerkwią Romanowską – cerkiew prawosławna z 1913 w Wilnie przy ulicy Jono Basanavičiaus, na Górze Bouffałowej, jednym z wyższych punktów Wilna. Siedziba parafii. 

## Historia
Cerkiew została wzniesiona w 1913 z okazji uroczystości trzystu lat panowania Romanowów na tronie carskiej Rosji. Fundatorem obiektu był urzędnik carski i znany dobroczyńca prawosławia, Iwan Kolesnikow. Obiekt został oddany do użytku 13 maja 1913, w obecności wielkiej księżnej Elżbiety Fiodorowny. Budowa cerkwi miała stanowić potwierdzenie rosyjskości miasta. W czasie niemieckiej okupacji Wilna podczas I wojny światowej cerkiew przejęła niemiecka policja, zamieniając ją na tymczasowy areszt dla osób, które naruszyły godzinę policyjną. W latach 1921–1926 miał miejsce generalny remont cerkwi.
Cerkiew była czynna przez cały okres przynależności Wilna do ZSRR jako świątynia parafialna.

## Architektura
Inspiracją dla budowniczych cerkwi był styl podobnych obiektów w Suzdalu i Rostowie, natomiast wnętrze obiektu utrzymanie jest w stylu staroruskim. Obiekt jest bogato zdobiony zewnątrz, przeważa tu motyw zgrupowanych po trzy kolumn przechodzących ponad półkolistymi oknami w archiwolty, wejście do cerkwi wiedzie przez utrzymany w podobnym stylu portal. Poniżej każdej z pięciu malowanych na zielono kopuł umieszczono dekorację stiukową. Świątynia wzniesiona jest z żółtej cegły na planie krzyża greckiego.
W cerkwi znajduje się 13 dzwonów przysłanych na potrzeby jej budowy z Moskwy.